# Sonja Pfeilschifter
Sonja Pfeilschifter (* 29. Januar 1971 in Cham) ist eine deutsche Sportschützin im Kader des Deutschen Schützenbundes und zwölffache Weltmeisterin. Sie ist in den olympischen Disziplinen Kleinkaliber- und Luftgewehr aktiv. Pfeilschifter ist Sportsoldatin bei der Bundeswehr. Ihr Verein ist die SSG Dynamit Fürth, für die sie in der Luftgewehr-Bundesliga antritt.

## Werdegang

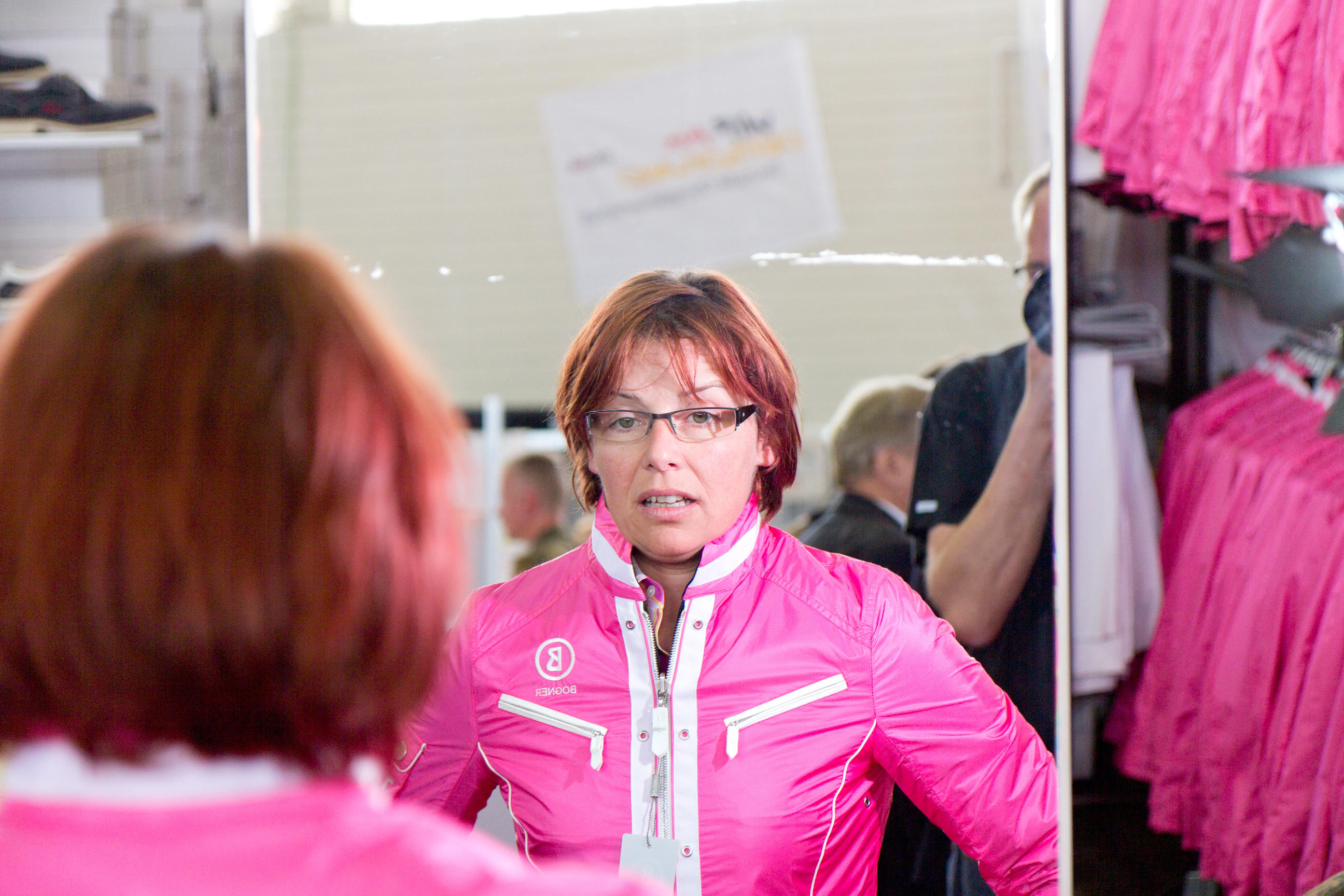
Sonja Pfeilschifter bei der Einkleidung der Olympiamannschaft 2012 für London

Sonja Pfeilschifter machte erstmals 1991 mit der Junioren-Weltmeisterschaft mit dem Luftgewehr in Einzel und Mannschaft auf sich aufmerksam. 1992 konnte sie in Suhl erstmals einen ersten Platz im Weltcup erringen und feierte in Barcelona mit Platz 28 (Sportgewehr 3*20) und dem 30. Platz (Luftgewehr) ihr Olympiadebüt. Zwei Jahre später wurde sie in Mailand in dieser Disziplin Weltmeisterin. Bei den Europameisterschaften 1997 in Kouvola konnte sie im Kleinkaliber Dreistellungskampf (Sportgewehr 3*20) den zweiten Platz erreichen. Im Jahr darauf wurde sie in beiden Disziplinen in Barcelona Weltmeisterin, Anfang 1998 wurde sie von internationalen Fachjournalisten erstmals zur Weltschützin des Jahres gewählt.
1999 wurde Pfeilschifter in Arnheim mit Weltrekord Luftgewehr-Europameisterin und erneut Weltschützin des Jahres. Daneben konnte sie im Armbrustschießen bei den Weltmeisterschaften in St. Veit an der Glan im Einzel und mit der Mannschaft den Weltmeistertitel erringen. Bei den Olympischen Spielen in Sydney belegte sie einen vierten (3*20) und einen fünften Platz (Luftgewehr). Dreifache Einzel-Europameisterin wurde sie 2001, sowohl mit dem Luftgewehr als auch mit dem Kleinkaliber-Gewehr im Dreistellungskampf wie in der Disziplin 60 Schuss liegend. 2002 folgte ein weiterer Europameistertitel mit dem Luftgewehr. Die Olympischen Spiele in Athen schloss sie mit zwei sechsten Plätzen ab. Den bislang letzten „großen“ Titel erreichte sie bei den Europameisterschaften 2005 in Belgrad mit dem Gewehr liegend. Seither hat sie im Weltcup weitere erste und bei internationalen Meisterschaften vordere Plätze belegt. Dabei stellte sie in München am 28. Mai 2006 mit 594 (Qualifikation) und 698,0 (Finale) Punkten den Weltrekord im Dreistellungskampf auf. Mit der Mannschaft konnte sie allerdings im Team mit Barbara Lechner und Sylvia Aumann 2006 in Zagreb erneut die Weltmeisterschaft mit dem Luftgewehr feiern.
Bei den Europameisterschaften mit dem Luftgewehr im März 2007 in Deauville wurde sie Dritte im Einzel und gemeinsam mit Lechner und Beate Gauß Mannschaftseuropameisterin. Mit Eva Friedel konnten Pfeilschifter und Lechner als Mannschaft diesen Erfolg bei den Sportgewehr-Europameisterschaften in Granada im Juli 2007 wiederholen. Im Einzel belegte Pfeilschifter im Dreistellungskampf nach einem Stechen hinter Lechner den dritten Platz, mit dem Gewehr liegend wurde sie Vierte. Nach diesen Erfolgen sowie drei Weltcupsiegen 2007 kam sie bei der Wahl der Sportschützin des Jahres Anfang 2008 auf den zweiten Platz hinter Ying Chen. Am 24. Mai 2008 verbesserte sie beim Weltcupsieg in Mailand den Luftgewehr-Weltrekord – bis dato gehalten von der Tschechin Kateřina Emmons und Du Li aus China – von 504,9 auf 505 Ringe. Im Vorkampf hatte sie bereits mit 400 Ringen den WR eingestellt. Nach ihren Weltcupsiegen in München in der Woche zuvor und der Leistung im letzten vorolympischen Wettkampf in Mailand galt sie als große Favoritin für die Olympischen Spiele in Peking, war jedoch nach den Worten von Sportdirektor Heiner Gabelmann vom Deutschen Schützenbund „der olympischen Belastung nicht gewachsen.“ Sie beendete die Wettkämpfe auf den enttäuschenden Plätzen zwölf und 17. Auch bei den Olympischen Spielen 2012 in London wurde sie als potentielle Medaillenkandidatin gehandelt. Im Dreistellungskampf scheiterte sie jedoch bereits in der Qualifikation.
Bei den Weltmeisterschaften 2014 gewann Pfeilschifter mit dem Luftgewehr im Team die Gold- und im Einzel die Bronzemedaille. Mit diesem Erfolg verabschiedete sie sich aus der Nationalmannschaft.

## Erfolge

### Olympische Spiele
- Olympiateilnahmen: 1992, 2000, 2004, 2008 und 2012

### Weltmeisterschaften
- WM Gold (Einzel) 1998 (Sportgewehr)
- WM Gold (Einzel) 1994, 1998 und 2012 (Luftgewehr)
- WM Gold (Einzel) 1999 (Armbrust)
- WM Gold (Team) 1994, 1998, 2006, 2010, 2012 und 2014 (Luftgewehr)
- WM Gold (Team) 1999 (Armbrust)
- WM Silber (Einzel) 2010 (Sportgewehr)
- WM Silber (Team) 2010 (Sportgewehr)
- WM Silber (Team) 2010 (KK-Liegend)
- WM Bronze (Einzel) 2006 (Sportgewehr)
- WM Bronze (Einzel) 2002 und 2014 (Luftgewehr)
- WM Bronze (Team) 2010 (300 m Sportgewehr)

### Weltcupfinale
- Weltcupfinale (Gold) 2008 (Sportgewehr)
- Weltcupfinale (Gold) 2000, 2001, 2010 und 2012 (Luftgewehr)
- Weltcupfinale (Silber) 2011 (Sportgewehr)
- Weltcupfinale (Silber) 2011 (Luftgewehr)
- Weltcupfinale (Bronze) 2004, 2006 und 2010 (Sportgewehr)
- Weltcupfinale (Bronze) 2006 (Luftgewehr)

### Weltcup
- Weltcup (Gold) 26-mal (13xSportgewehr/13xLuftgewehr)
- Weltcup (Silber) 10-mal (3xSportgewehr/7xLuftgewehr)
- Weltcup (Bronze) 6-mal (3xSportgewehr/3xLuftgewehr)

### Europameisterschaften
- EM Gold (Einzel) 2001 und 2011 (Sportgewehr)
- EM Gold (Einzel) 1999, 2001, 2002, 2011 und 2012 (Luftgewehr)
- EM Gold (Einzel) 2001 und 2005 (KK-Liegend)
- EM Gold (Team) 2001, 2007 und 2011 (Sportgewehr)
- EM Gold (Team) 1994, 1999, 2000, 2001, 2006, 2007, 2011 und 2012 (Luftgewehr)
- EM Gold (Team) 2005 (KK-Liegend)
- EM Silber (Einzel) 1997 (Sportgewehr)
- EM Silber (Einzel) 2004 (Luftgewehr)
- EM Bronze (Einzel) 2007 und 2009 (Sportgewehr)
- EM Bronze (Einzel) 2007 (Luftgewehr)
- EM Bronze (Einzel) 2011 (KK-Liegend)
- EM Bronze (Team) 2011 (KK-Liegend)

### Juniorenweltmeisterschaften
- WM Gold (Einzel) 1991 Luftgewehr
- WM Gold (Team) 1991 Luftgewehr

### Militärmeisterschaften
- Weltmeisterschaften
  - WM Gold (Einzel) 2001 (KK-Liegend)
  - WM Gold (Einzel) 2009 (Sportgewehr)
  - WM Gold (Team) 2005, 2006 und 2010 (KK-Liegend)
  - WM Gold (Team) 2001, 2005 und 2009 (Sportgewehr)
  - WM Silber (Einzel) 2005 und 2010 (KK-Liegend)
  - WM Silber (Team) 2008 und 2009 (KK-Liegend)
  - WM Silber (Team) 2010 (Sportgewehr)
  - WM Bronze (Einzel) 2009 (KK-Liegend)
  - WM Bronze (Team) 2008 (Sportgewehr)

### Bundesliga
- Meister 2009/2010 (mit der HSG München)
- Meister 2012/2013 (mit der HSG München)

### Weltrekord
- Kleinkaliber 3*20: 594 Ringe (Qualifikation) und 698,0 Ringe (Finale), aufgestellt am 28. Mai 2006 in München
- Luftgewehr: 505 Ringe im Finale (400 Ringe im Vorkampf), aufgestellt am 24. Mai 2008 in Mailand

### Auszeichnungen
- Silbernes Lorbeerblatt
- Weltschützin des Jahres 1998 und 1999
- "Best shooter 2009" (Conseil International du Sport Militaire)
- "Schütze des Jahres" 1998, 1999, 2000, 2006 und 2011 im Deutschen Schützenbund